# توم ماهر
توم ماهر (بالإنجليزية: Tom Maher) هو لاعب كرة قاعدة أمريكي، ولد في 6 يوليو 1870 في فيلادلفيا في الولايات المتحدة، وتوفي بنفس المكان في 25 أغسطس 1929.

## وصلات خارجية
- توم ماهر على موقعبيزبول رفرنس.كوم (الدوري الرئيسي) (الإنجليزية)
- توم ماهر على موقعبيزبول رفرنس.كوم (الدوري الثانوي) (الإنجليزية)